# Joshua Perkins
Joshua Perkins (Carson, 5 agosto 1993) è un giocatore di football americano statunitense che milita nel ruolo di tight end per i Seattle Sea Dragons della X Football League (XFL).

## Biografia

### Atlanta Falcons
Al college, Perkins giocò a football con i Washington Huskies. Dopo non essere stato scelto nel Draft NFL 2016, firmò con gli Atlanta Falcons. Debuttò come professionista subentrando nella gara del nono turno contro i Tampa Bay Buccaneers e da quel momento scese in campo per tutto il resto della stagione regolare. Nel penultimo turno disputò la prima gara come titolare segnò il primo touchdown su ricezione in carriera. La sua stagione da rookie si concluse con 3 ricezioni per 42 yard e un touchdown in 8 presenze. Scese in campo anche nelle due gare di playoff vinte dai Falcons che qualificarono la squadra per il Super Bowl LI.

### Philadelphia Eagles
Nel 2018 Perkins passò ai Philadelphia Eagles.

## Palmarès

### Franchigia
- National Football Conference Championship: 1

Atlanta Falcons: 2016

## Statistiche
| Partite totali      | 8  |
| Partite da titolare | 1  |
| Ricezioni           | 3  |
| Yard ricevute       | 42 |
| Touchdown           | 1  |

Statistiche aggiornate alla stagione 2016